# Thornton (Iowa)
Thornton és una població dels Estats Units a l'estat d'Iowa. Segons el cens del 2000 tenia 422 habitants.

## Demografia
Segons el cens del 2000, Thornton tenia 422 habitants, 183 habitatges, i 124 famílies. La densitat de població era de 130,3 habitants/km².
Dels 183 habitatges en un 24% hi vivien nens de menys de 18 anys, en un 59,6% hi vivien parelles casades, en un 5,5% dones solteres, i en un 31,7% no eren unitats familiars. En el 29,5% dels habitatges hi vivien persones soles el 16,9% de les quals corresponia a persones de 65 anys o més que vivien soles. El nombre mitjà de persones vivint en cada habitatge era de 2,31 i el nombre mitjà de persones que vivien en cada família era de 2,81.
Per edats la població es repartia de la següent manera: un 21,3% tenia menys de 18 anys, un 9% entre 18 i 24, un 24,9% entre 25 i 44, un 19% de 45 a 60 i un 25,8% 65 anys o més.
L'edat mediana era de 42 anys. Per cada 100 dones de 18 o més anys hi havia 98,8 homes.
La renda mediana per habitatge era de 35.125 $ i la renda mediana per família de 43.750 $. Els homes tenien una renda mediana de 30.893 $ mentre que les dones 19.000 $. La renda per capita de la població era de 16.622 $. Entorn del 5% de les famílies i l'11% de la població estaven per davall del llindar de pobresa.

## Poblacions més properes
El següent diagrama mostra les poblacions més properes.